# Andrzej Bugajski
Andrzej Bugajski (ur. 4 maja 1952 r. we Wrocławiu) – polski lekarz, specjalizujący się w chirurgii urazowej, medycynie sportowej i ortopedii; nauczyciel akademicki związany z wrocławskimi szkołami wyższymi.

## Życiorys
Urodził się w 1952 roku we Wrocławiu w rodzinie inteligenckiej, gdzie ukończył szkołę podstawową i liceum ogólnokształcące. W 1971 roku podjął studia na Wydziale Lekarskim miejscowej Akademii Medycznej, które ukończył sześć lat później. Bezpośrednio po studiach podjął pracę w Zakładzie Medycyny Sportu Akademii Wychowania Fizycznego we Wrocławiu, początkowo jako asystent, a później na stanowisku adiunkta. Jednocześnie kształcił się zawodowo na swojej macierzystej uczelni, uzyskując w 1982 roku pierwszy stopień specjalizacji w zakresie chirurgii urazowo-ortopedycznej. W 1987 roku na uczelni tej uzyskał stopień naukowy doktora nauk medycznych. Z kolei trzy lata później zdobył tytuł specjalisty w zakresie medycyny sportowej. W latach 1991–1993 pełnił funkcję kierownika Zakładu Medycyny Sportu (później Zakład Medycyny Sportu i Higieny) Akademii Wychowania Fizycznego we Wrocławiu. Wcześniej od 1 grudnia 1990 do 31 sierpnia 1993 roku piastował urząd prodziekana do spraw studiów zaocznych na Wydziale Wychowania Fizycznego w Akademii Wychowania Fizycznego we Wrocławiu.
Całe swoje życie zawodowe związał z poradnictwem sportowo-lekarskim. Od 1977 roku pełnił funkcję lekarza klubowego w Spółdzielczym Klubie Sportowym "Burza" we Wrocławiu, a następnie od 1981 roku w Klubie "AZS-AWF Wrocław". Ponadto w latach 1977-1993 był sekretarzem Oddziału Wrocławskiego Polskiego Towarzystwa Medycyny Sportowej, w którego ramach wielokrotnie brał czynny udział w zjazdach i sympozjach naukowych. Od 1993 roku jest członkiem jego Zarządu Głównego. Poza tym zasiada w takich towarzystwach naukowych jak: "ATP TOUR PHYSICIANS", Polskie Towarzystwo Ortopedyczne i Traumatologiczne oraz Polskie Towarzystwo Rehabilitacyjne.
W 1999 roku został wykładowcą w Wyższej Szkole Fizjoterapii we Wrocławiu, założonej przez Andrzeja Czamarę, gdzie otrzymał stanowisko adiunkta i funkcję prorektora do spraw studenckich, a w 2002 rektora tej uczelni, którą piastował do 2010 roku. W tym samym roku został tam ponownie prorektorem, lecz tym razem do spraw kształcenia.
Przez pewien czas prowadził także zajęcia w Studium Wychowania Fizycznego i Sportu Politechniki Wrocławskiej. Ponadto jest konsultantem wojewódzkim w zakresie medycyny sportowej dla województw dolnośląskiego i opolskiego.

## Dorobek naukowy
Zainteresowania naukowe Andrzeja Bugajskiego związane są z diagnostyką i profilaktyką zmian przeciążeniowych narządów ruchu osób uprawiających różne dyscypliny sportu, a także z wczesną diagnostyką wad postawy u dzieci okresu szkolnego i zagadnieniami związanymi z odnową biologiczną, likwidacją skutków zmęczenia ostrego i przewlekłego. W ostatnim okresie zajmuje się także zagadnieniami związanymi z rehabilitacją obrażeń stawu kolanowego, współczesnymi metodami postępowania profilaktycznego, diagnostycznego i rehabilitacyjnego obrażeń narządu ruchu oraz zastosowaniem metod i środków odnowy biologicznej (głównie fizykoterapeutycznych) w likwidacji skutków zmęczenia oraz przyśpieszenia restytucji.
Jest promotorem 65 prac magisterskich. Autorem i współautorem około 40 prac naukowych, z których do najważniejszych z nich należą:
- Ćwiczenia z medycyny wychowania fizycznego i sportu, Wrocław 1992, współautor: Karmena Stańkowska.
- Medycyna sportowa, Warszawa 2005.